# 迈-布里特·莫泽
迈-布里特·莫泽（挪威語：May-Britt Moser，1963年1月4日—）是一名挪威心理学家和神经科学家，挪威科技大學卡夫利系统神经科学研究所和记忆生物学中心创始主任。莫泽和她的丈夫爱德华·莫泽在过去数十年中领导了一系列脑机理的前沿研究其中尤以发现内嗅皮层的网格细胞而闻名。
2013年，夫妻二人与约翰·奥基夫共同获得霍维茨奖；2014年，三人又因「发现构成大脑定位系统的细胞」共同获得諾貝爾生理學或醫學獎。迈-布里特與爱德华也成為諾貝爾獎史上第五对獲獎的夫妻。另外邁-布里特·莫澤也是繼1928年的西格麗德·溫塞特後第二位獲得諾貝爾獎的挪威籍女性得主。
迈-布里特與爱德华已於2016年離婚。